# Alcanolamina
Alcanolaminas são compostos químicos que possuem grupos funcionais hidroxi (-OH) e amino (-NH2, -NHR, e -NR2) sobre uma estrutura química de alcano, podendo também ser chamados de amino-álcoois. O termo alcanolamina é um termo de classe amplo que é algumas vezes usado como uma subclassificação.
Um grupo importante das alcanolaminas são os α-Amino álcoois, ou hemiaminais, de fórmula geral R2C(OH)NR2.